# Perryville (Maryland)
Perryville è un comune degli Stati Uniti d'America, situato nello stato del Maryland, nella contea di Cecil.